# Calendario egizio
Il Calendario egizio è un calendario composto da tre stagioni quali Akhet, Peret e Shemu di quattro mesi di 30 giorni ciascuno, per un totale, quindi, di 360 giorni.
Alla fine dell'anno vengono aggiunti 5 o 6 giorni, detti epagomeni.
Lo schema assomiglia a quelli che poi sarebbero diventati i calendari rivoluzionario sovietico, il rivoluzionario francese e quello copto.

## Origini: il calendario nilotico
Il calendario era nato nell'Antico Egitto principalmente per regolare i lavori agricoli e calcolare le piene del Nilo . Gli egizi definivano il loro anno (uep renpet, wp rnpt = iniziatore dell'anno) come il tempo necessario per il raccolto. I contadini quindi utilizzavano come inizio dell'anno il giorno dell'arrivo a Menfi della piena del fiume Nilo, evento che si verificava attorno al 20 giugno, ma è suscettibile di importanti ritardi o anticipi. L'esigenza di definire in modo accurato la durata dell'anno portò all'introduzione di altri calendari, talora utilizzati simultaneamente benché potessero adottare come capodanno giorni estremamente diversi e perciò gli storici hanno tuttora grandi difficoltà nell'interpretare il reale significato di antiche date egizie.

## Il calendario civilevago
Il principale calendario, quello civile, era costituito da 365 giorni esatti e perciò differiva di circa un quarto di giorno dalla durata reale dell'anno solare. In pratica il capodanno anticipava di un giorno ogni 4 anni. Il fatto che la posizione del capodanno fosse variabile è il motivo per cui questo calendario viene detto vago, dal latino annus vagus.
Un giorno ogni quattro anni, un mese ogni 120 anni; servivano 1460 anni (4 × 365) del calendario giuliano, prima che l'inizio dell'anno civile ritornasse a coincidere con l'inizio dell'anno giuliano. In altre parole 1460 anni giuliani contengono 1461 anni del calendario egiziano civile. Il ciclo dei 1460 anni veniva chiamato ciclo sotiaco, visto che per gli egizi l'anno iniziava con la prima levata eliaca della stella Sirio (o Satis, nome della Dea egizia dell'inondazione di Elefantina, o  Sothis, come veniva chiamata dai greci). In concomitanza col solstizio d'estate e con questa levata eliaca di Sirio (che avveniva il 21 giugno di circa 4700 anni fa, mentre oggi avviene ad agosto a causa dell'effetto della precessione), gli egizi ben presto si accorsero che avvenivano le piene del Nilo. Secondariamente l'evento delle piene "scivolava" in avanti esattamente ogni 4 anni rispetto al loro calendario civile. Ciò nonostante gli egizi non si preoccuparono mai di inserire un giorno in più nel loro calendario (anno bisestile). Il motivo per cui, per circa 3000 anni, non inserirono mai un anno bisestile è perché per loro il tempo non era lineare ma ciclico.
La posizione del capodanno egizio entro il calendario giuliano si ricava facilmente da diversi antichi scrittori. Ad esempio Tolomeo nell'Almagesto dice che esso era caduto il 21 luglio nell'anno 135 e ne dà conferma un secolo dopo Censorino, scrivendo che il capodanno era caduto il 20 luglio nel 138-139. Nel 22 a.C., invece, il nuovo anno era iniziato il 29 agosto giuliano, cioè proprio 40 giorni dopo per una data antecedente di 160 anni (160/40 = 4).

## Il calendario alessandrino
Per rimediare a questo continuo slittamento del capodanno anche in Egitto si pensò di aggiungere un giorno ogni quattro anni, realizzando cioè lo stesso tipo di riforma che è alla base dell'introduzione degli anni bisestili nel calendario giuliano. Il primo tentativo in questo senso ebbe luogo nel 238 a.C., quando Tolomeo III con il decreto di Canopo ordinò di aggiungere un sesto giorno epagomeno ogni quattro anni in modo da conservare l'allineamento del calendario civile con quello solare.
Secondo quasi tutti gli studiosi, però, la riforma del calendario non ebbe attuazione pratica sino al regno di Augusto, quando venne reintrodotta nell'ultimo anno del quadriennio 25-22 a.C., quando la data del capodanno vago era il 29 agosto. L'anno 22 a.C. fu quindi il primo anno di attuazione della riforma e il 29 agosto diventò il sesto giorno epagomeno, mentre il capodanno fu spostato al 30. Da allora in poi inizia la sequenza degli anni di 366 giorni:
- 22, 18, 14, 10, 6, 2 a.C., 3 d.C., 7.... (si osservi che non esiste l'anno zero)

in cui il nuovo anno inizia il 30 agosto, mentre i tre capodanni intercalari restano fissi al 29.
Sino all'anno 1 a.C. restarono alcune difficoltà nella corrispondenza fra calendario alessandrino e calendario giuliano, per il quale inizialmente il giorno bisestile veniva introdotto ogni tre anni anziché quattro. Da allora in poi l'anno in cui veniva aggiunto il sesto giorno epagomeno era seguito dall'anno bisestile giuliano. Quando, perciò, il capodanno cadeva il 30 agosto restava un disallineamento di un giorno rispetto alla normale corrispondenza dei due calendari sino al febbraio successivo, quando anche il calendario giuliano aggiungeva un giorno.
Nonostante la riforma augustea il calendario civile vago continuò ad essere molto usato nei secoli successivi.

## Suddivisione dell'anno civile (dopo la riforma augustea)
L'anno civile, come si è detto, era diviso in tre stagioni:
| SA · x · t |

| SA · x · t |

| pr · r | t · ra |

| pr · r | t · ra |

| S | mw | ra |

| S | mw | ra |

Ogni stagione comprendeva quattro mesi da trenta giorni ciascuno.
Inoltre ogni mese era suddiviso in tre decadi.
I cinque o sei giorni restanti furono detti giorni epagomeni.
Originariamente i mesi del calendario egizio non avevano nome e venivano identificati come il 1º, il 2º, il 3º e il 4º. Quindi per indicare ad esempio il 1º giorno del primo mese della stagione Akhet veniva indicato con "I" Akhet "1". Dove "I" sta al primo mese, Akhet la stagione ed 1 al giorno. E così via.
Solo nel periodo ellenistico venne dato un nome ad ogni mese dell'anno e molti di questi nomi erano riferiti alle festività del vecchio calendario egizio.
L'anno, quindi, era suddiviso come segue (la corrispondenza con il calendario giuliano è quella valida dopo la riforma augustea negli anni di 365 giorni):
| Stagione | Mese                                                      | Durata                  |
| -------- | --------------------------------------------------------- | ----------------------- |
| Akhet    | Thot                                                      | 29 agosto-27 settembre  |
| Akhet    | Phaophi (Pa n Ipt, colui di Karnak, Amon)                 | 28 settembre-27 ottobre |
| Akhet    | Athyr (Hathor)                                            | 28 ottobre-26 novembre  |
| Akhet    | Choiak o Khoiak (kA Hr kA)                                | 27 novembre-26 dicembre |
| Peret    | Tybi (tA aAbt)                                            | 27 dicembre-25 gennaio  |
| Peret    | Meshir o Mekhir (pA n mxrw, colui di Mekher)              | 26 gennaio-24 febbraio  |
| Peret    | Phaminoth o Phamenoth (pA n ImnHtp, colui di Amenhotep I) | 25 febbraio-26 marzo    |
| Peret    | Pharmouti (pA n Rnnwtt, colui di Renenet)                 | 27 marzo-25 aprile      |
| Shemu    | Pachon o Pakhon (pA n xnsw, colui di Khonsu)              | 26 aprile-25 maggio     |
| Shemu    | Payni (pA n int, colui dello ouadi)                       | 26 maggio-24 giugno     |
| Shemu    | Epiphi o Epiph (ip ipi, festa di Ipipi)                   | 25 giugno-24 luglio     |
| Shemu    | Mesori o Mesore (mswt Ra, nascita di Ra)                  | 25 luglio-23 agosto     |
|          | Mykoydji uabot (giorni epagomeni)                         | 24-28 agosto            |

Quando c'è un anno di 366 giorni (in cui il 29 agosto è il sesto giorno epagomeno), l'anno successivo inizia il 30 agosto e tutte le date della tabella precedente comprese fra 29 agosto e 24 febbraio (estremi compresi) devono essere incrementate di un giorno.

## Conversione di date egizie in giuliane
Tabelle di conversione di date del calendario vago in date giuliane furono pubblicate per la prima volta da Teone di Alessandria al principio del IV secolo. Per il periodo ellenistico e sino al termine del regno di Augusto tabelle, comprendenti anche la correlazione con gli anni di regno dei diversi sovrani, sono pubblicate sul WEB da Chris Bennett.
Per il periodo imperiale si può procedere semplicemente come segue:
- dividere per 4 l'anno e aggiungere 6 in modo da ottenere i giorni di scorrimento accumulatisi fra calendario vago e calendario alessandrino;
- trattare la data del calendario vago come se fosse una data alessandrina e trasformarla in data giuliana con la tabella sopra riportata (senza modificarla anche se si trattasse di un anno con sei giorni epagomeni);
- anticipare la data giuliana di un numero di giorni pari allo scorrimento sopra calcolato;
- se il resto della divisione per 4 era 3, cioè l'anno ha sei giorni epagomeni e la data giuliana cade nel periodo 29 agosto-28 febbraio, aggiungere un giorno.

Ad esempio il capodanno del 139 (e di tutto il quadriennio 136-139) ha uno scorrimento di 34 + 6 = 40 giorni. Nel calendario alessandrino il capodanno cade il 29 agosto. Anticipando di 40 giorni si ottiene il 20 luglio.

## Il ciclo sotiaco
Accanto al calendario vago vi era anche un calendario sotiaco, più preciso, basato sul ciclo del sistema di Sirio, la stella della costellazione del Cane, dedicata ad Iside e detta Soped dagli egiziani e Sothis dai greci. Sirio aveva la caratteristica di non alzarsi sull'orizzonte per 70 giorni ogni anno, fino a quando ricompariva nell'aurora, prima che la luce del sole la cancellasse.
La levata eliaca di Sirio si verifica quasi esattamente dopo 365 giorni e 6 ore (365,25 gg.) dalla precedente, proprio la lunghezza dell'anno del calendario giuliano. In realtà, però l'anno solare è leggermente più corto (365,2422 giorni), appena una decina di minuti in meno. Questa piccola differenza, che è all'origine anche del calendario gregoriano, fa sì che la levata eliaca ritardi di un giorno circa ogni 128 anni. La levata eliaca di Sirio dovrebbe oggi cadere al 2-3 agosto; dato, però, che essa dipende dalla latitudine, al Cairo si verifica circa il 5 d'agosto.
Ai primordi della civiltà egiziana la levata eliaca coincideva approssimativamente sia con l'inizio più probabile della piena annuale del Nilo (e quindi anche con l'inizio dell'anno nilotico) sia col solstizio d'estate.

### Anni di concordanza tra il capodanno sotiaco e quello civile vago
Dato che l'anno civile, come si è detto, era più corto dell'anno sotiaco di circa 1/4 di giorno, ogni 4 anni rimaneva indietro di un giorno. I due calendari si riallineavano solo dopo un ciclo sotiaco, la cui durata è di 1460 anni. Si osservi però che ciò non avveniva nello stesso giorno solare, in quanto nel corso di un ciclo sotiaco la levata eliaca ritardava di circa 11,4 giorni.
Agli inizi del XX secolo l'egittologo Eduard Meyer suggerì che il calendario egizio sia stato adottato, dando così inizio alla storia egizia, proprio in corrispondenza di uno di questi anni di riallineamento dei due calendari, altrimenti con che criterio sarebbe stato stabilito il primo capodanno civile?
Una data sicura, nella quale i due cicli coincisero è il 20 luglio del 139 e questo fatto è ricordato da Censorino (vi è, però, una minima incertezza nel giorno, da anticipare o posticipare di una unità, in relazione a difficoltà di interpretazione del significato del testo di Censorino).
Tenendo presente il punto fisso fornito da Censorino nel 139 e risalendo a ritroso nel tempo di qualche ciclo, possiamo individuare in quali date l'evento si è ripetuto.
Abbiamo così il 1321 a.C. poi 2781, 4241, 5701 e il 7161, sempre a.C., quando possiamo anche fermarci. Quale di queste date sarebbe stata l'avvio del calendario egizio? La questione ha appassionato gli studiosi dando luogo a soluzioni molteplici.
Mentre gli egittologi tendono a usare cronologie corte, questa impostazione ha ridato fiato a coloro che credono che, probabilmente, il calendario sia stato adottato prima dell'unificazione delle Due Terre.
Le datazioni di Manetone, sembrano affermare che l'unificazione risalga a prima del 5701 a.C., quando si verificò la coincidenza dei due cicli e fu adottato il calendario Egizio. Attorno a questa data, inoltre la levata eliaca di Sirio coincideva effettivamente con le piene del Nilo.
Meyer e poi Petrie hanno suggerito una scelta mediana, proponendo di arretrare la fine della XII dinastia di un solo ciclo sotiaco, 1460 anni, facendo risalire l'inizio dei Regni dinastici al 4241 a.C., ma la proposta non è stata accolta dalla maggioranza degli studiosi, che continuano a preferire cronologie molto più brevi.

## Il calendario luni-stellare
Diversi studiosi sostengono che il calendario originale egizio fosse un calendario lunare, ancorato all'anno sotiaco proprio grazie all'utilizzo di giorni epagomeni. Il calendario lunare era utilizzato soprattutto dai sacerdoti.
Le lunazioni, che durano circa 29,5 giorni, prendevano nome dal mese in cui si verificavano. Alcuni anni potevano esserci tredici lunazioni se ne capitava una durante un giorno epagomeno oppure si verificava la luna blu, cioè una doppia lunazione nei giorni 1 e 30 dello stesso mese.
Il calendario lunare si riallineava periodicamente col calendario solare:
- 309 lunazioni corrispondevano quasi esattamente a 25 anni vaghi, cioè 9125 giorni (errore di meno di un'ora: occorrevano 500 anni per accumulare il ritardo di un giorno)
- 940 lunazioni davano 76 anni alessandrini (ciclo callippico). L'errore residuo era stimato in un intero giorno solare in eccesso, ma in realtà è solo di 5 ore e 55 minuti.